# 浅間南麓こもろ医療センター
浅間南麓こもろ医療センター（あさまなんろく こもろいりょうセンター）は長野県小諸市にある病院。長野県厚生農業協同組合連合会（JA長野厚生連）が経営する総合病院である。前身は小諸厚生総合病院。

## 歴史
- 1960年（昭和35年）4月 - 佐久病院小諸分院開設。病床32床、職員27名[2]。
- 1980年（昭和55年）11月 - 小諸厚生病院に改称[2]。
- 1986年（昭和61年）1月 - 総合病院の承認を受け小諸厚生総合病院に改称[2]。
- 1991年（平成3年）4月 - 老人保健施設「こまくさ」開所[2]。
- 1996年（平成8年）10月 - 訪問看護ステーション、小諸市在宅介護支援センターを併設[2]。
- 2005年（平成17年）7月 - 老人保健施設「こまくさ」移転新築[2]。
- 2017年（平成29年）12月 - 小諸市与良町から現在の小諸市役所の隣に新築移転、浅間南麓こもろ医療センターに改称[3][4]。

## 診療科目
- 内科
- 呼吸器内科
- 循環器内科
- 糖尿病内科
- 内分泌内科
- 腎臓内科
- 神経内科
- 外科
- 消化器外科
- 乳腺外科
- 小児外科
- 肛門外科
- 整形外科
- 脳神経外科
- 形成外科
- 麻酔科
- 精神科
- リウマチ科
- 小児科
- 小児科（新生児）
- 皮膚科
- 泌尿器科
- 産婦人科
- 眼科
- 耳鼻咽喉科
- リハビリテーション科
- 放射線科
- 病理診断科
- 歯科口腔外科[1]

## 交通アクセス
公共交通機関
しなの鉄道・小諸駅から徒歩5分間。
JR北陸新幹線・佐久平駅からタクシーで15分間。
自家用自動車
上信越自動車道・小諸インターチェンジから自動車で10分間。近隣に市営駐車場がある。